# Жутовский, Борис Иосифович
Бори́с Ио́сифович Жуто́вский (14 декабря 1932, Москва — 8 марта 2023, Москва) — советский и российский художник, иллюстратор, писатель.

## Биография
Его отец Иосиф Иосифович Жутовский (1904—1938), инженер отряда полярной авиации, погиб в авиакатастрофе.
Окончил отделение художников книги Московского Полиграфического института (ученик профессора А. Гончарова, И. Чекмазова, Д. Архангельского).
После окончания института работал на Урале, в Свердловске. С 1957 года — в различных издательствах Москвы как иллюстратор и дизайнер книги.
С конца 1950-х до 1962 года занимался в студии Элия Белютина «Новая реальность».
Выставляться начал с 1959 года. После участия в знаменитой выставке «30 лет МОСХ» в Манеже в декабре 1962 года и личного скандала с Н. С. Хрущёвым («отправить на лесозаготовки») для Жутовского была закрыта всякая возможность участия в выставках в СССР. Однако, после отставки Хрущёва Жутовский общался с ним на его даче, тот извинился, сказав: «Ты на меня не сердись, зла не держи», был приглашён на последний день рождения Никиты Сергеевича.
С 1964—1965 годов начинается широкий показ работ в галереях и музеях по всему миру (от Гданьска до Лос-Анджелеса). С 1979 года возобновились полулегальные выставки современного искусства в Москве, на которых были и картины Жутовского.
В 1969 году был принят в Союз художников СССР как художник книги. Участвовал во многих выставках книжного искусства.
Автор знаменитой портретной серии выдающихся представителей СССР и России XX века «Последние люди империи», многих из которых он знал лично. В 2004 году вышла его книга-альбом портретов и воспоминаний «Последние люди империи. 101 портрет современников. 1973—2003».
Жил и работал в Москве.
Скончался 8 марта 2023 года на 91-м году жизни. Прощание прошло 13 марта в Малом зале Центрального дома литераторов. Тело было кремировано, прах развеян.